# Little Things (ABBA-dal)
A Little Things című dal a svéd ABBA együttes 3. kimásolt kislemeze a 2021-ben megjelent Voyage című stúdióalbumról.

## Előzmények
A dalt Benny Andersson és Björn Ulvaeus írta, illetve a dal zenéjét is ők szerezték.
2021 decemberében jelentették be, hogy a következő öt évben a dalból befolyt jogdíjakat a zenekar az UNICEF-nek, az egyesült Nemzetek Szervezetének a gyermekek humanitárius és fejlesztési segélyezésért felelős szervezetének ajánlják fel világszerte. 1979-ben a zenekar hasonlóképpen járt el a Chiquitita dalból származó jogdíjakkal kapcsolatban is, melyet szintén az UNICEF-nek adományozott, elismerve az abban az évben a "Gyermekek Nemzetközi Éve" elnevezést.
A "Little Things" a karácsonyi reggel örömének, és a családi időtöltésnek az év ezen különleges időszakára épül, mely egy gyengéd elmélkedésként szól egy nőről, aki karácsony reggelén felébred, és elgondolkodik azon az örömön, melyet az évszak hoz neki, és családjának, valamint minden apróság, ami különlegessé teszi a karácsonyt. Az outróban a Stocholmi Nemzetközi Iskola gyermekkórusa szerepel. A dal zenei alapja Benny Andersson "Godnattvisa" (altató) című dalának kulcsfontosságú részein alapul, mely szerepel Andersson 2007-es BAO 3 című albumán.

## Videoklip
A dal szöveges videója 2021 december 5-én jelent meg az ABBA hivatalos YouTube csatornáján. A filmet Mike Anderson rendezte, a producer pedig Nick Barratt volt az Able produkciós cégtől.
A dal hivatalos videoklipje az együttes hivatalos csatornáján 2021. december 3-án jelent meg. A videóban iskolások láthatóak, ahogy karácsonykor együtt egy saját ABBA Voyage ihlette koncertet adnak elő. A video a dal teljes változatát tartalmazza, mely CD kislemezen nem jelent meg. A zenekar tagjai nem láthatóak a klipben, csupán a képernyőn jelennek meg egy ábrázolt produkció részeként. A klipet Sophie Muller rendezte.

## Közreműködtek

### ABBA
- Agnetha Fältskog – ének
- Anni-Frid Lyngstad – ének
- Benny Andersson – billentyűs hangszerek
- Björn Ulvaeus – gitár

### Egyéb közreműködők
- Jan Bengtson – fuvola
- Per Grebacken – fuvola, klarinét
- Per Lindvall – ütős hangszerek
- Children's Choir of the Stockholm International School – ének
- Stockholm Concert Orchestra, conducted by Göran Arnberg – hangszerelés

## Slágerlista
| Slágerlista (2021)                          | Legmagasabb helyezés |
| ------------------------------------------- | -------------------- |
| Németország (Media Control Charts)          | 42                   |
| New Zealand Hot Singles (Recorded Music NZ) | 37                   |
| Svédország (Sverigetopplistan)              | 20                   |
| Egyesült Királyság (UK Singles Chart)       | 61                   |

## Megjelenések
| Régió       | Dátum              | Formátum               | Label     | Ref.   |
| ----------- | ------------------ | ---------------------- | --------- | ------ |
| Olaszország | 2021. december 10. | Contemporary hit radio | Universal | [ 13 ] |